# Parafia św. Krzysztofa w Godowej
Parafia św. Krzysztofa w Godowej – parafia rzymskokatolicka znajdująca się w diecezji rzeszowskiej w dekanacie Strzyżów. Erygowana w 1967 roku. Od 2023 proboszczem parafii jest ks. Ryszard Brudzisz.